# 飯豊温泉
飯豊温泉（いいでおんせん）は、山形県西置賜郡小国町にある温泉。

## 泉質
- ナトリウム・カルシウムー塩化物・炭酸水素塩・硫酸塩温泉
  - 源泉温度51℃
- 源泉の湧出場所は、飯豊山中にあり、麓の宿に引湯している

## 温泉街
飯豊温泉を引湯している宿は3軒。いずれも玉川沿いにある。
- 源泉に一番近い宿は飯豊山荘で、源泉を掛け流ししている。冬季 (11月～5月中旬) 閉鎖
- さらに麓の飯豊梅花皮荘、川入荘も源泉掛け流しだが湯はぬるめ。
- 飯豊山荘から源泉までは1km弱。かつては源泉付近に宿があったという[要出典]

## アクセス

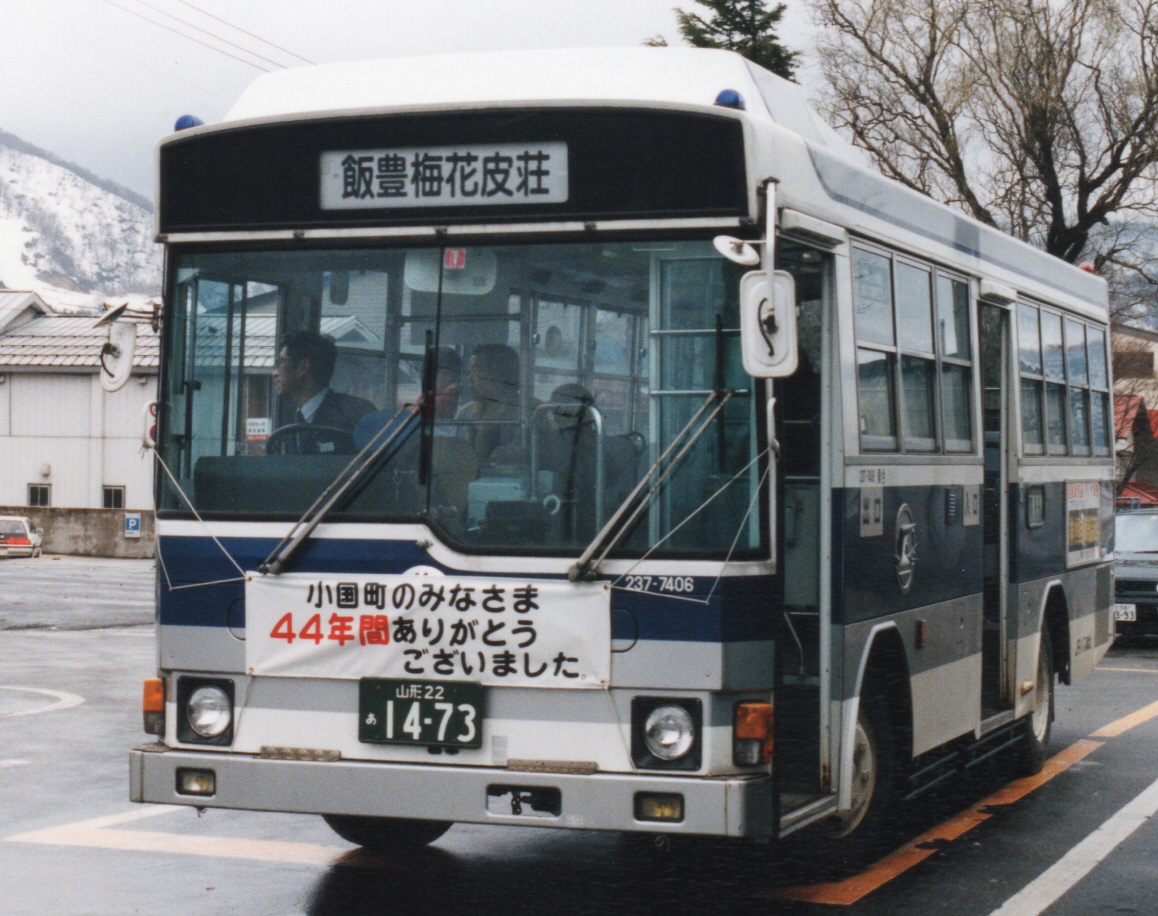
JRバスが運行していた頃の路線バス

- 公共交通：JR米坂線 小国駅より小国町営バスまたはタクシー。
- 車:国道113号小国町より車で30分。飯豊山荘まではさらに10分。